# 47a cerimònia dels Premis César
La 47a cerimònia dels Premis César — també coneguts com Nuit des César — que premiava les pel·lícules estrenades el 2021, va tenir lloc el 25 de febrer de 2022 a l'Olympia (i no, com és habitual, a la Salle Pleyel). Fou presentada per Antoine de Caunes, que havia estat mestre de cerimònies per darrera vegada el 2013. El president d'enguany és la directora i guionista Danièle Thompson.
La cerimònia està dedicada a Gaspard Ulliel, que va morir el 19 de gener de 2022.
Durant aquesta edició s'introdueixen dos nous premis:
- el César als millors efectes visuals;
- el César al millor curtmetratge documental, que va ser atorgat per darrera vegada l'any 1991. En conseqüència, aquest retorn també restableix el César al millor curtmetratge de ficció per diferenciar les dues categories, de manera que el César al millor curtmetratge desapareix.

## Presentadors i ponents
Per ordre d'aparició:
- Antoine de Caunes, mestre de cerimònies
- Danièle Thompson, presidenta de la cerimònia
- Franck Gastambide, per l'entrega del César a la dona més prometedora i el César al més prometedor masculí. Substitueix a última hora a Carole Bouquet, positiu per Covid-19[8]
- Happening de Marie s'infiltre
- El Palmashow, per la presentació del César als millors efectes visuals i el César al millor curtmetratge de ficció
- William Lebghil i Félix Moati, per la presentació del César al millor vestuari i el César als millors decorats
- Elsa Zylberstein, per la presentació del César a la millor primera pel·lícula
- Homenatge a Jean-Paul Belmondo
- Lyna Khoudri i Anaïs Demoustier, per la presentació del César a la millor actriu secundària i el César al millor actor de repartiment
- Antoine de Caunes, per la presentació del César al millor curtmetratge documental i el César al millor documental
- Emma Mackey, pel premi César a la millor pel·lícula estrangera
- Interludi musical de Sparks
- Djebril Zonga i Amira Casar per la presentació del César al millor muntatge i el César a la millor fotografia
- Homenatge a Danièle Thompson
- Alexis Michalik, pel César al millor guió original i el César a la millor adaptació
- Nicolas Maury, per la presentació del César al millor so
- Esquetxos amb Clotilde Hesme, Guillaume Gallienne, Jean Dujardin, François Berléand, Valérie Bonneton, Bérénice Bejo, Sami Outalbali
- Sofiane Zermani per la presentació del César a la millor música original
- Esquetxos de José Garcia i Antoine de Caunes
- Isabelle Huppert, per la presentació del César Honorari
- Ana Girardot i Bertrand Usclat, per la presentació del César al millor curtmetratge d'animació i el César a la millor pel·lícula d'animació
- Xavier Dolan, per un homenatge a Gaspard Ulliel, després homenatge a Bertrand Tavernier, Jean-Jacques Beineix i als altres que van morir durant l'any
- François Cluzet, per la presentació del César al millor actor
- Omar Sy, per la presentació del César a la millor actriu
- Cate Blanchett, per la presentació del César al millor director
- Danièle Thompson, per la presentació del César a la millor pel·lícula

## Desenvolupament
La pel·lícula dramàtica Les il·lusions perdudes de Xavier Giannoli va liderar tots els nominats amb 15 nominacions, seguida d'Annette i Aline amb onze i deu nominacions, respectivament. Les il·lusions perdudes a guanyar set premis, més que qualsevol altra pel·lícula de la cerimònia, inclòs el de Millor pel·lícula.

## Guanyadors i nominats
Els nominats als 47è Premis César es van anunciar el 26 de gener de 2022. Els guanyadors s'enumeren primer i es destaquen en negreta.
| Millor pel·lícula - Les il·lusions perdudes de Xavier Giannoli, produïda per Olivier Delbosc i Sidonie Dumas - Aline de Valérie Lemercier, produïda per Édouard Weil, Alice Girard i Sidonie Dumas - Annette de Leos Carax, produïda per Charles Gillibert - BAC Nord de Cédric Jimenez, produïda per Hugo Sélignac - L'esdeveniment d'Audrey Diwan, produïda per Édouard Weil i Alice Girard - La Fracture de Catherine Corsini, produïda per Élisabeth Perez - Onoda: 10.000 nits a la jungla d'Arthur Harari, produïda per Nicolas Anthomé i Lionel Guedj | Millor director - Leos Carax per Annette - Valérie Lemercier per Aline - Cédric Jimenez per BAC Nord - Audrey Diwan per L'esdeveniment - Xavier Giannoli per Les il·lusions perdudes - Arthur Harari per Onoda: 10.000 nits a la jungla - Julia Ducournau per Titane |
| Millor actor - Benoît Magimel pel paper de Benjamin a De son vivant - Damien Bonnard pel paper de Damien a Les Intranquilles - Adam Driver pel paper d'Henry McHenry a Annette - Gilles Lellouche pel paper de Grégory a BAC Nord - Vincent Macaigne pel paper de Mickaël a Médecin de nuit - Pio Marmaï pel paper de Yann a La Fracture - Pierre Niney pel paper de Mathieu a Boîte noire | Millor actriu - Valérie Lemercier pel paper d'Aline Dieu a Aline - Leïla Bekhti pel paper de Leïla a Les Intranquilles - Valeria Bruni Tedeschi pel paper de Raphaëlle a La Fracture - Laure Calamy pel paper de Marie a Une femme du monde - Virginie Efira pel paper de Benedetta Carlini a Benedetta - Vicky Krieps pel paper de Clarisse a Abraça'm fort - Léa Seydoux pel paper de France de Meurs a France |
| Millor actor secundari - Vincent Lacoste pel paper d'Étienne Lousteau a Les il·lusions perdudes - François Civil pel paper d'Antoine a BAC Nord - Xavier Dolan pel paper de Raoul Nathan a Les il·lusions perdudes - Karim Leklou pel paper de Yassine a BAC Nord - Sylvain Marcel pel paper de Guy-Claude Kamar a Aline | Millor actriu secundària - Aissatou Diallo Sagna pel paper de Kim a La Fracture - Jeanne Balibar pel paper de la Marquise d'Espard a Les il·lusions perdudes - Cécile de France pel paper de Marie-Louise-Anaïs de Bargeton a Les il·lusions perdudes - Adèle Exarchopoulos pel paper d'Agnès a Mandibules - Danielle Fichaud pel paper de Sylvette a Aline |
| Millor actor revelació - Benjamin Voisin pel paper de Lucien de Rubempré a Les il·lusions perdudes - Sandor Funtek pel paper de Kool Shen a Suprêmes - Sami Outalbali pel paper d'Ahmed a Une histoire d'amour et de désir - Thimotée Robart pel paper de Philippe a Magnetic Beats - Makita Samba pel paper de Camille a Les Olympiades | Millor actriu revelació - Anamaria Vartolomei pel paper d'Anne a L'esdeveniment - Noée Abita pel paper de Lyz a Slalom - Salomé Dewaels pel paper de Coralie a Les il·lusions perdudes - Agathe Rousselle pel paper d'Alexia a Titane - Lucie Zhang pel paper d'Émilie a Les Olympiades |
| Millor pel·lícula estrangera - El pare de Florian Zeller • - Compartiment nº6 de Juho Kuosmanen • - Drive My Car de Ryûsuke Hamaguchi • - First Cow de Kelly Reichardt • - La pitjor persona del món de Joachim Trier • - Metri shesh va nim de Saeed Roustayi • - Madres paralelas de Pedro Almodóvar • | Millor primera pel·lícula - Magnetic Beats de Vincent Maël Cardona - Gagarine de Fanny Liatard i Jérémy Trouilh - La Nuée de Just Philippot - La Panthère des neiges de Marie Amiguet i Vincent Munier - Slalom de Charlène Favier |
| Millor guió original - Arthur Harari i Vincent Poymiro per Onoda: 10.000 nits a la jungla - Valérie Lemercier i Brigitte Buc per Aline - Leos Carax, Ron Mael i Russell Mael per Annette'' - Yann Gozlan, Simon Moutaïrou i Nicolas Bouvet-Levrard per Boîte noire - Catherine Corsini, Laurette Polmanss i Agnès Feuvre per La Fracture | Millor guió adaptat - Xavier Giannoli i Jacques Fieschi per Les il·lusions perdudes, segons el llibre Les il·lusions perdudes d'Honoré de Balzac - Yaël Langmann i Yvan Attal per Les Choses humaines, segons el llibre Les Choses humaines de Karine Tuil - Audrey Diwan i Marcia Romano per L'esdeveniment, segons el llibre L'esdeveniment d'Annie Ernaux - Céline Sciamma, Léa Mysius i Jacques Audiard per Les Olympiades, segons el còmic Les Intrus d'Adrian Tomine - Mathieu Amalric per Abraça'm fort, segons l’obra de teatre Je reviens de loin de Claudine Galéa |
| Millor música - Ron i Russell Mael (Sparks) per Annette - Guillaume Roussel per BAC Nord - Philippe Rombi per Boîte noire - Rone per Les Olympiades - Warren Ellis i Nick Cave per La Panthère des neiges | Millor fotografia - Christophe Beaucarne per Les il·lusions perdudes - Caroline Champetier per Annette - Paul Guilhaume per Les Olympiades - Tom Harari per Onoda: 10.000 nits a la jungla - Ruben Impens per Titane |
| Millor decorat - Riton Dupire-Clément per Les il·lusions perdudes - Emmanuelle Duplay per Aline - Florian Sanson per Annette - Bertrand Seitz per Deliciós - Stéphane Taillasson per Eiffel | Millor muntatge - Nelly Quettier per Annette - Simon Jacquet per BAC Nord - Valentin Féron per Boîte noire - Frédéric Baillehaiche per La Fracture - Cyril Nakache per Les il·lusions perdudes |
| Millor so - Erwan Kerzanet, Katia Boutin, Maxence Dussère, Paul Heymans i Thomas Gauder per Annette - Olivier Mauvezin, Arnaud Rolland, Edouard Morin i Daniel Sobrino per Aline - Nicolas Provost, Nicolas Bouvet-Levrard i Marc Doisne per Boîte noire - François Musy, Renaud Musy i Didier Lozahic per Les il·lusions perdudes - Mathieu Descamps, Pierre Bariaud i Samuel Aïchoun per Magnetic Beats | Millor vestuari - Pierre-Jean Larroque per Les il·lusions perdudes - Catherine Leterrier per Aline - Pascaline Chavanne per Annette - Madeline Fontaine per Deliciós - Thierry Delettre per Eiffel |
| Millors efectes visuals - Guillaume Pondard per Annette - Sébastien Rame per Aline - Olivier Cauwet per Eiffel - Arnaud Fouquet i Julien Meesters per Les il·lusions perdudes - Martial Vallanchon per Titane | Millor pel·lícula d'animació - Le Sommet des dieux de Patrick Imbert - Ratolins i guineus: Una amistat d'un altre món de Denisa Grimmová et Jan Bubeníček - La Traversée de Florence Miailhe |
| Millor documental - La Panthère des neiges de Marie Amiguet i Vincent Munier - Animal de Cyril Dion - Bigger Than Us de Flore Vasseur - Debout les femmes ! de Gilles Perret i François Ruffin - Indes galantes de Philippe Béziat | Millor curtmetratge de ficció - Les Mauvais Garçons d'Élie Girard - L'Âge tendre de Julien Gaspar-Oliveri - Le Départ de Saïd Hamich - Des gens bien de Maxime Roy - Soldat noir de Jimmy Laporal-Trésor |
| Millor curtmetratge d'animació - Folie douce, folie dure de Marine Laclotte - Empty Places de Geoffroy de Crécy - Le monde en soi de Sandrine Stoïanov et Jean-Charles Finck - Précieux de Paul Mas | Millor curtmetratge documental - Maalbeek d'Ismaël Joffroy Chandoutis - America de Giacomo Abbruzzese - Les Antilopes de Maxime Martinot - La Fin des rois de Rémi Brachet |
| César d'honor - Cate Blanchett | César dels estudiants - BAC Nord de Cédric Jimenez, produïda per Hugo Sélignac - Aline de Valérie Lemercier, produïda per Édouard Weil, Alice Girard i Sidonie Dumas - Annette de Leos Carax, produïda per Charles Gillibert - Les il·lusions perdudes de Xavier Giannoli, produïda per Olivier Delbosc i Sidonie Dumas - L'esdeveniment d'Audrey Diwan, produïda per Édouard Weil i Alice Girard - La Fracture de Catherine Corsini, produïda per Élisabeth Perez - Onoda: 10.000 nits a la jungla d'Arthur Harari, produïda per Nicolas Anthomé i Lionel Guedj             |